# 誓願島

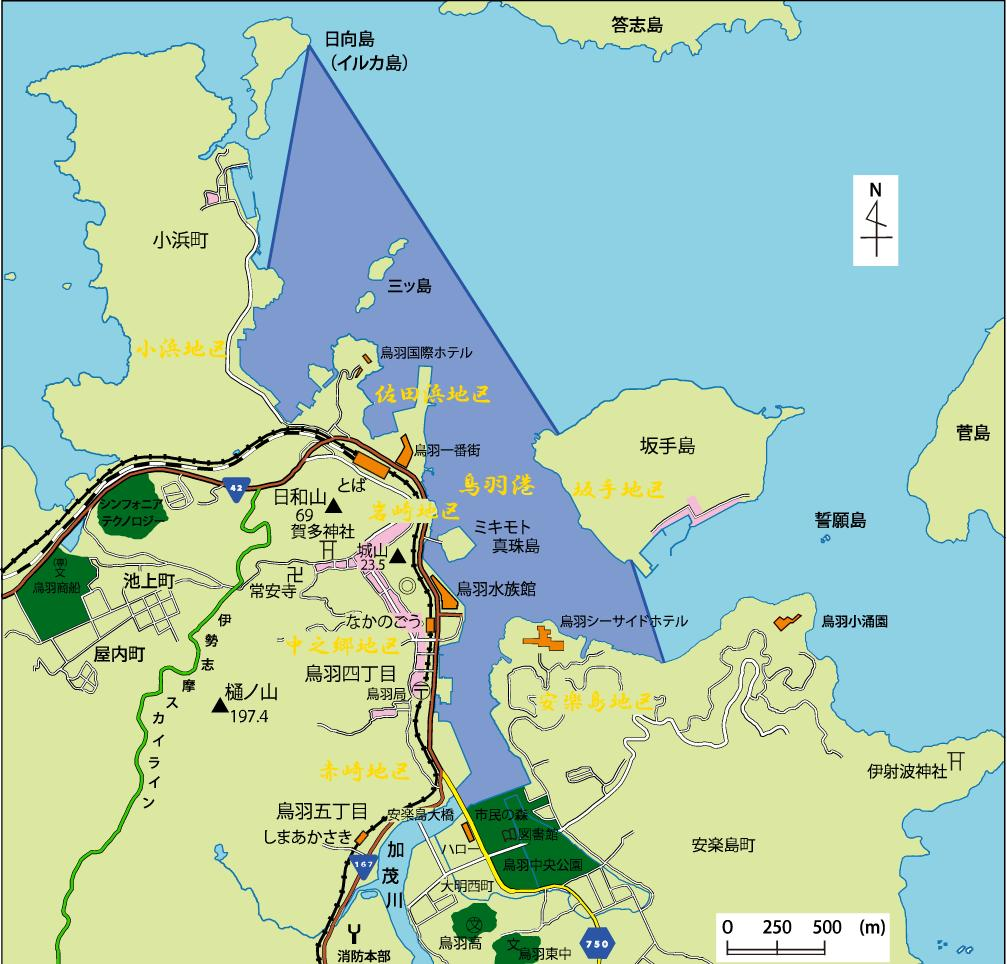
鳥羽港と誓願島の位置関係

誓願島（せいがんしま）は、三重県鳥羽市沖にある無人島。坂手島と安楽島半島の間に位置する切り立った岩場で、航行上の難所に当たり、灯標が置かれている。坂手町の名所の1つであり、複数の島名由来伝説が残る。

## 島名と伝説
誓願島は千貫島、小倉島とも称する。誓願島・千貫島には、次のような島名由来伝説がある。
1. 戦国時代初期の鳥羽（泊浦）を治めていた橘宗忠は、この島と相島（ミキモト真珠島）に船番所を設け、鳥羽港に入港する船から帆別銭と呼ばれる入港税を徴収して生計を立てていた[6]。その額は1,000貫に達し、供仏施僧の報徳会をここで開いた[2]。そこでこの島を千貫島と呼ぶようになった[2]。
2. 江戸時代の[1] 坂手島では、毎年元旦（旧正月）に伊勢神宮（外宮・内宮双方）へ島民を挙げて参詣し、その帰路にこの島へ立ち寄り、神酒や米を備え、小謡を謡い[2]、一同で大漁と海上安全を[1] 祈願（誓願）する風習があった[1][2]。そこでこの島を誓願島と呼ぶようになった[2]。
3. この島は鳥羽港に出入りする航路上にあり、廻船を営む人々の間で除去しようという話になった[1][2]。その見積額が1,000貫であったため、この島を千貫島と呼んで讃えるようになった[1][2]。

## 誓願島灯標
菅島と安楽島半島の間の海域は加布良古水道（かぶらこ すいどう）と呼ばれ、鳥羽港を出入りする船の航路に当たり、特に坂手島の南の海域は漁船の通航が多い。中でも誓願島と菅島の鰮埼（いわしざき）との間は加布良古水道の最狭部であり、水深10 m以上の航路幅は350 mしかない。航行目標が多く水道としても短いが、暗礁が多く航路が複雑であるため、操船の難しい海域となっている。近年でも2006年（平成18年）3月9日に付近で漁船と釣船が衝突する事故が発生している。
そこで島には、1944年（昭和19年）1月20日に初点灯したコンクリート製の誓願島灯標が置かれている。1967年（昭和42年）8月に行われた調査によると、灯標は4秒に1閃し紅色の灯光を発していたが、周辺に坂手島からの光や安楽島のホテルからの光があり、判別が難しかったという。その後、5秒周期のモールス符号光（－・－・）に変更され、2015年（平成27年）3月3日から付近の丸山埼灯標が10秒周期のモールス符号光に変更されたのに合わせて、10秒に1回誓願島灯標と丸山埼灯標が同期点滅するようになった。
2011年（平成23年）には、春の叙勲で永年灯標の灯火の監視を続けてきた男性が瑞宝単光章を受章した。